# Zemacies
Zemacies é um gênero de gastrópodes pertencente a família Borsoniidae.

## Espécies
- †Zemacies armata Powell, 1942
- †Zemacies awakinoensis Powell, 1942
- †Zemacies climacota (Suter, 1917)
- †Zemacies elatior Finlay, 1926
- Zemacies excelsa Sysoev & Bouchet, 2001[2]
- †Zemacies hamiltoni (Hutton, 1905)
- †Zemacies immatura Finlay & Marwick, 1937
- †Zemacies laciniata (Suter, 1917)
- †Zemacies lividorupis Laws, 1935
- †Zemacies marginalis (P. Marshall, 1919)
- †Zemacies ordinaria (P. Marshall, 1918)
- †Zemacies prendrevillei Marwick, 1928
- Zemacies queenslandica (Powell, 1969)[3]
- †Zemacies simulacrum Laws, 1935
- †Zemacies torticostata (P. Marshall, 1919)